# الابدال
کتاب ابدال یا کتاب الابدال الادویه، کتابی مختصر از محمد زکریای رازی در زمینه داروشناسی است. 
در گذشته به دلیل محدود بودن داروها، جانشینی دارو بسیار مهم بوده است و رازی از این‌رو جانشین داروها را برای آن‌گاه که دارویی در محلی پیدا نشود، در این کتاب آورده‌است.
رازی در مقدمه کتاب می‌گوید: «موضوع ابدال داروها در پزشکی امری مهم می‌باشد و کتاب‌هایی که در این باب تالیف شده مطالعه و مرور کردم اما عموماً ترتیب صحیح نداشتند.»  رازی در این کتاب ضمن بیان تجربیات خود، گفته‌های ابن‌ماسویه که از داروسازان بیمارستان جندی‌شاپور بوده و حنین‌بن اسحاق و جالینوس را آورده‌است.این کتاب در سال 1391 تحت عنوان «داروهای جایگزین‌» ترجمه و منتشر شد . در کتاب مذکور مترجم نخست مقدمه ای در باره کتاب و نسخه های خطی آن آورده است. در فصل اول ترجمه فارسی و در فصل دوم متن عربی کتاب ابدال و در پایان شرح نام داروها آمده است.

## منبع
- نجم‌آبادی، محمود (۲۵۳۵شاهنشاهی)، محمد زکریا رازی، تهران: انتشارات دانشگاه رازی تاریخ وارد شده در |سال= را بررسی کنید (کمک)
- . کتاب داروهای جایگزین ترجمه رساله ابدال الادویه تالیف محمد بن زکریای رازی ، ترجمه دکتر احسان مقدس، چاپ اول ، آذرماه 1391 ، انتشارات نیلوبرگ ، تهران.